# Panevėžys län
Panevėžys är ett län i norra Litauen. Totalt har länet 242 837 invånare (2013) och en area på 7 881 km². Huvudstaden är Panevėžys.
Den 1 juli 2010 avskaffades länsstyrelsen, varefter länet numera endast är en territoriell och statistisk enhet.